# Hometwoli
Hometwoli (Humetwadi), jedno od plemena ili tribeleta Buena Vista ili Southern Foothill Yokuts naseljeni do sredine 19. stoljeća u području uz danas isušeno jezero Kern Lake u Kaliforniji. Jezično su se vjerojatno nešto razlikovali od njima srodnih skupina Loasau, Tuhohi i Tulamni, te bili relativno nezavisni jedni od drugih.  Homwetwoli su imali tri sela, a po imenu je poznato Halau. 